# Fiona (Shrek)
Fiona es un personaje ficticio de la franquicia Shrek de DreamWorks, que apareció por primera vez en la película de animación Shrek (2001). Fiona, uno de los personajes principales de la serie, es una bella princesa que sufre una maldición que la transforma en ogro por la noche. Al principio, está decidida a romper el encantamiento besando a un príncipe, pero en su lugar conoce y se enamora de Shrek, un ogro. Los orígenes del personaje y sus relaciones con otros se exploran más a fondo en películas posteriores; presenta a su nuevo marido Shrek a sus padres en Shrek 2 (2004), se convierte en madre en Shrek Tercero (2007) y es una guerrera empoderada en Shrek para siempre (2010), gran parte de la cual tiene lugar en una realidad alternativa en la que Fiona y Shrek nunca se conocen. 
Creada por los guionistas Ted Elliott y Terry Rossio, Fiona está vagamente basada en la antiestética princesa del libro infantil de William Steig Shrek! (1990), a partir del cual se modificaron significativamente su papel y su aspecto. Los guionistas adaptaron el personaje para convertirlo en una princesa bajo un encantamiento que cambia de forma, una idea inicialmente muy cuestionada por otros cineastas. La voz de Fiona en inglés la pone la actriz Cameron Diaz. La comediante y actriz Janeane Garofalo fue originalmente elegida para interpretar al personaje hasta que fue despedida de la primera película sin apenas explicaciones. Fiona fue uno de los primeros personajes humanos en protagonizar una película animada por ordenador, por lo que los animadores aspiraban a que su aspecto fuera bello y realista. Sin embargo, en una de las primeras pruebas, los niños reaccionaron negativamente ante el extraño realismo del personaje, lo que llevó a los animadores a rediseñar a Fiona para convertirla en una heroína más estilizada y caricaturesca. Se aplicaron al personaje varios logros revolucionarios de la animación por ordenador para conseguir una piel, un pelo, una ropa y una iluminación convincentes. 
El personaje se considera una parodia de las princesas tradicionales tanto de los cuentos de hadas como de las películas de animación de Disney. La acogida de Fiona ha sido mayoritariamente positiva, y los críticos han elogiado su caracterización, su destreza en las artes marciales y la interpretación de Díaz. Sin embargo, los críticos se mostraron divididos sobre el diseño humano del personaje, algunos de los cuales quedaron impresionados por sus innovaciones tecnológicas, mientras que otros encontraron su realismo inquietante y demasiado similar al de Díaz. Varios medios de comunicación consideran a Fiona un icono feminista, atribuyéndole el mérito de subvertir los estereotipos de princesa y de género al aceptar sus defectos. Diaz también se convirtió en una de las actrices mejor pagadas de Hollywood gracias a su papel en la franquicia Shrek, al ganar tres millones de dólares por su interpretación en la primera película y más de diez millones por cada secuela.

## Desarrollo

### Creación y escritura
Shrek se basa libremente en el libro infantil de William Steig Shrek! (1990), pero se desvía significativamente de su material original, sobre todo en lo que respecta a sus personajes principales. En la historia de Steig, una bruja predice que Shrek se casará con una princesa sin nombre, a la que describe como más fea en apariencia que el propio Shrek, lo que atrae al ogro a buscarla. Descrita como «la princesa más impresionantemente fea de la superficie del planeta», la princesa de Steig se parece poco a Fiona, pero los dos personajes se atraen inmediatamente y se casan sin apenas conflicto. La historiadora de animación Maureen Furniss, que escribe para Animation World Network, identifica el hecho de que el interés amoroso de Shrek pase de ser «una mujer realmente fea» a una bella princesa como la modificación más significativa de la película. En un esfuerzo por ampliar la trama y, al mismo tiempo, hacer a sus personajes más atractivos visualmente y vendibles «desde la perspectiva de Hollywood», los guionistas decidieron adaptar a la princesa de Shrek! en una hermosa doncella que ha sido maldecida para volverse fea sólo durante las noches, por lo que se ve obligada a ocultarse de los demás personajes de la película, proporcionando así «una motivación narrativa para no mostrar su manifestación de ogro». Además, Furniss observó que el interés romántico de Lord Farquaad por Fiona es más práctico, ya que es vanidoso y sólo se siente atraído por su belleza, mientras que su principal motivación sigue siendo casarse con una princesa para poder gobernar Duloc.
Los guionistas Ted Elliott y Terry Rossio consideraron que el hecho de que no se descubriera su maldición hasta el final no era adecuado para un largometraje, por lo que introdujeron el concepto de una princesa metamorfa, que fue rechazado por los demás cineastas durante seis meses porque les parecía «demasiado complejo» para un cuento de hadas. Elliot y Rossio rebatieron que ideas similares se habían utilizado con éxito en La Sirenita (1989) y La Bella y la Bestia (1991) de Disney, y acabaron convenciendo al estudio refiriéndose a Fiona como una princesa encantada. Algunos guionistas expresaron su preocupación sobre si convertir a Fiona en un ogro a tiempo completo una vez que profesa su amor por Shrek sugería «que la gente fea debe estar con gente fea». Rossio explicó que, dado que Fiona cambia de forma, la mejor moraleja es «'Incluso las princesas que cambian de forma también pueden encontrar el amor'. Y Shrek la amaría en todas sus variadas formas». Elliot explica que esto lleva al público a debatir si la «verdadera forma» de Fiona es bella o poco atractiva: «Su verdadera forma es bella de día, fea de noche' ... y ella intentaba deshacerse de parte de lo que realmente era, porque la sociedad sostenía que eso estaba mal». El estudio acabó concediendo que Fiona siguiera siendo un ogro, lo que Elliot considera «una idea más convencional».
En los primeros borradores del guion, Fiona nace ogro de padres humanos, que la encierran en una torre para ocultar la verdadera naturaleza de la apariencia de su hija, mintiendo al reino al decir que es una hermosa princesa. Un día, Fiona se escapa y pide ayuda a una bruja llamada Dama Fortuna, que le ofrece elegir entre dos pociones: una volverá hermosa a la princesa, mientras que la otra garantiza a Fiona ser feliz para siempre. Fiona bebe ignorantemente la poción «Belleza», pero no se da cuenta de que tiene truco, ya que la poción la convierte en humana durante el día y la convierte en ogro por la noche. En un principio, los guionistas querían animar por completo la historia de Fiona y utilizarla como prólogo de la película, pero descartaron la idea después de que el público de prueba la considerara demasiado deprimente. Titulada «El prólogo de Fiona», la secuencia se grabó en el guion gráfico, pero nunca llegó a animarse. Una segunda escena abandonada titulada «Fiona consigue que se pierdan» sigue a Fiona, Shrek y Burro después de que ella y ellos queden atrapados en una cueva; se produce una secuencia de acción inspirada en la película Indiana Jones y el templo maldito (1984). En el borrador original de los guionistas, la forma monstruosa de Fiona iba a tener un altercado físico que recordaba a las películas de acción de Hong Kong con Shrek una vez que éste la descubriera, asumiendo que el monstruo le había hecho daño a Fiona. La idea se abandonó porque, según Elliot, pocos estaban familiarizados con el «énfasis en la acción y la fisicalidad» del cine de Hong Kong en comparación con las películas estadounidenses más violentas, y explicaron que «por mucho que lo describiéramos, [el estudio]... se imaginaba esta pelea violenta, de nocaut, tipo Steven Segal, que rompe los huesos», mientras que algunos miembros femeninos del equipo protestaron porque el concepto era misógino hacia Fiona.
Elliott y Rossio habían sugerido retomar la discusión sobre si la verdadera naturaleza de Fiona es bella o un ogro en una posible secuela, pero la idea fue rechazada. Los directores pasaron cuatro meses pensando en varias ideas nuevas para la secuela, antes de determinar finalmente que el único «punto de partida» lógico era una de las pocas áreas no exploradas en la primera película: La reacción de los padres de Fiona ante el hecho de que su hija se case y siga siendo un ogro. El director de Shrek 2, Kelly Asbury, explicó que introducir a los padres de Fiona presentaba una «historia completamente nueva que continuar y un lugar completamente nuevo al que ir». Además, Shrek 2 revela por qué Fiona fue encerrada en una torre en primer lugar, con los cineastas dándose cuenta de que podían utilizar algunos de los conceptos abandonados de la primera película para descubrir gradualmente más detalles sobre la historia de Fiona a lo largo del resto de la serie. Para Shrek 2, los cineastas decidieron resucitar la idea de Dama Fortuna, reimaginándola como el hada madrina confabuladora de Fiona y principal villana de la secuela, que utiliza la magia contra el matrimonio de Fiona y Shrek.

### Voz
La voz de Fiona la realiza la actriz estadounidense Cameron Diaz, uno de los tres miembros principales del reparto de la franquicia. Díaz prestó su voz a Fiona en las cuatro entregas de la serie de películas a lo largo de diez años. El papel estaba destinado originalmente a la cómica y actriz Janeane Garofalo, que fue despedida de la primera película y finalmente sustituida por Díaz. Garofalo mantiene que fue despedida sin una explicación, y bromeó: «Supongo que [es] porque a veces sueno como un hombre». Sin embargo, se cree que el cambio de reparto de Fiona se debió a la muerte del cómico Chris Farley, que originalmente interpretaba a Shrek y quien ya había grabado la mayor parte del diálogo del personaje hasta que murió durante la producción, momento en el que se le sustituyó por el actor Mike Myers. Según el historiador cinematográfico Jim Hill, los cineastas eligieron originalmente a Garofalo para el papel de Fiona porque pensaban que la «persona cómica, sarcástica y abrasiva» de la actriz sería el complemento ideal para el enfoque positivo que Farley daba al personaje titular, pero finalmente se dieron cuenta de que Garofalo era «demasiado pesimista» para el tono más ligero de la película y ofrecieron el papel a Díaz. Con la introducción de una versión «más dulce» de Fiona, Shrek se convirtió en un personaje más pesimista.

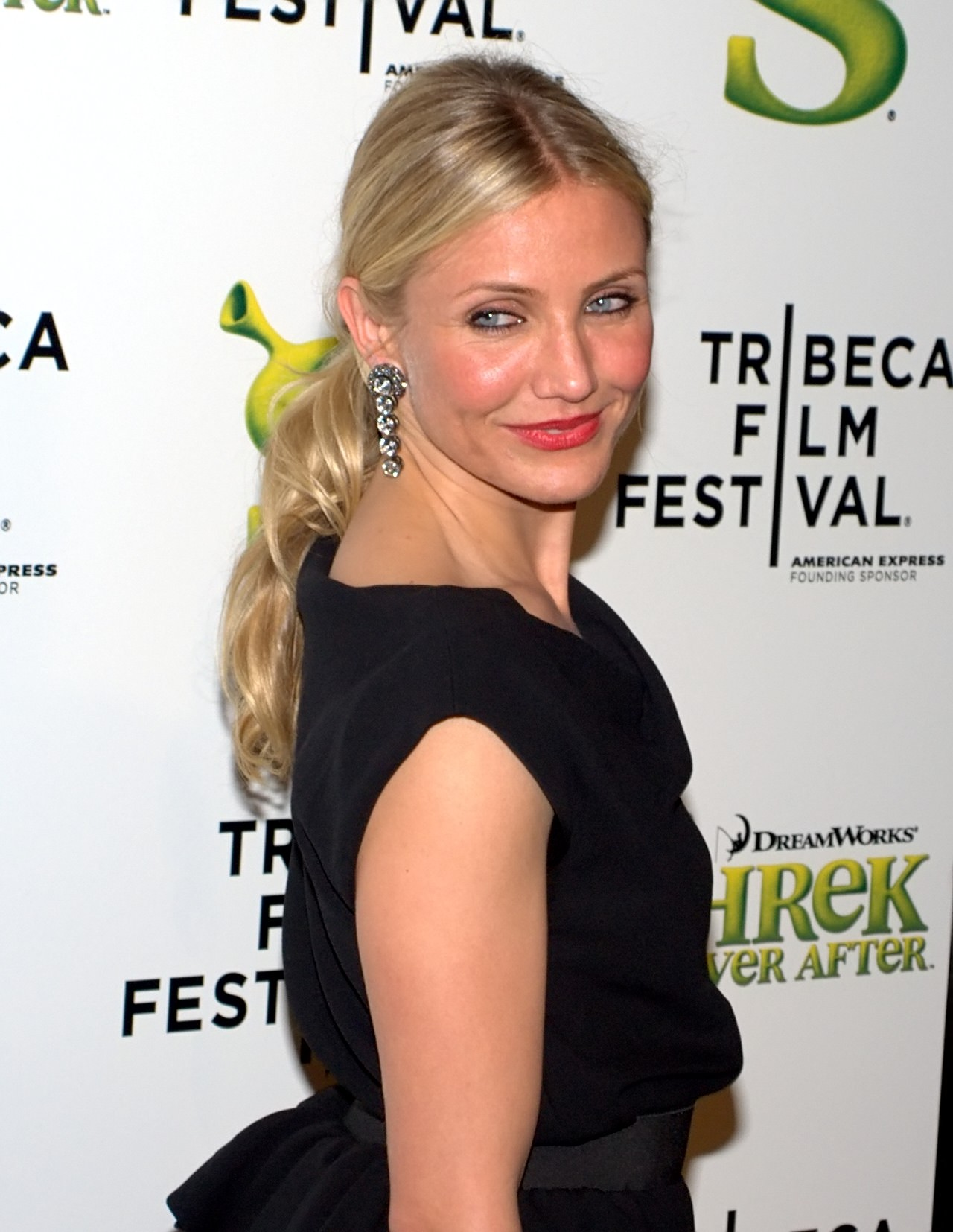
La actriz Cameron Diaz (2010) ha puesto voz a Fiona durante toda la serie.

Fiona fue el primer papel animado de Díaz. DreamWorks invitó a Díaz a protagonizar una película de animación sobre un ogro y una princesa que aprenden a aceptarse a sí mismos y al otro. Además del mensaje positivo de la película, a Díaz le atrajo la idea de coprotagonizar junto a Myers, Eddie Murphy y John Lithgow. Diaz abordó su papel como si se tratara de una representación dramática, grabó la mayor parte de sus diálogos antes de que se hubiera escrito el guion completo y trabajó en estrecha colaboración con el director Andrew Adamson para montar las escenas antes de que se hubiera elaborado el guion gráfico de la película. Antes de Shrek, Díaz protagonizó la comedia de acción Los ángeles de Charlie (2000), papel para el que se había entrenado en artes marciales. Durante la grabación de la escena en la que su personaje lucha contra Monsieur Hood y sus alegres hombres, Díaz se anima mucho, gesticula y en ocasiones pronuncia frases en cantonés. Díaz eructó una vez durante una sesión de grabación, lo que se tradujo en una escena para Fiona. Sin un guion adecuado que la ayudara, Díaz encontró en la improvisación necesaria para algunas escenas uno de los aspectos más difíciles del proceso de grabación. La actriz no vio la historia completa de la película hasta que terminó de trabajar en el proyecto de forma intermitente durante dos años, momento en el que por fin comprendió realmente a su «personaje y... por lo que estaba pasando». A Myers le impresionó y le inspiró el compromiso de Díaz con su papel, hasta el punto de que sintió que estaba actuando frente a la propia Fiona. Asbury recordó que Díaz «dio en el clavo» de inmediato con su personaje, y añadió: «Tenía esa voz que le permitía ser testaruda y saber exactamente lo que quería y estar segura de sí misma, pero también tiene ese toque de dulce ingenuidad y de hacerlo todo completamente creíble». A pesar de admirar las interpretaciones de sus compañeros de reparto, predominantemente masculinos, Díaz rara vez trabajó directamente con ellos a lo largo de la serie Shrek.
Díaz disfrutó de «las buenas sensaciones» que experimentó al interpretar a Fiona, y prefirió dar voz a su personaje de ogro antes que de princesa, el primero de los cuales le parece realmente bello. Aparte de la secuela de Los ángeles de Charlie, Los ángeles de Charlie: Al límite (2003), Shrek es la única franquicia en la que Díaz ha vuelto a interpretar un papel. Los orígenes de los padres de Fiona aún no se habían revelado en la primera película, por lo que Díaz puso voz a Fiona utilizando un acento americano. Tras descubrir que los actores ingleses Julie Andrews y John Cleese pondrían voz a sus padres, la reina Lillian y el rey Harold, respectivamente, en Shrek 2, Díaz se arrepintió de haber puesto voz a su personaje con su acento californiano por defecto, en lugar de con acento británico. Señaló su acento como una de las pocas cosas que habría cambiado de su actuación en retrospectiva. Bob Thompson, del Ottawa Citizen, observó que pocos críticos, por no decir ninguno, se opusieron a la incoherencia de Díaz. Aunque admite que trabajar esporádicamente en las películas sólo unas horas cada vez le hace sentir que no estaba «implicada al cien por cien... al mismo tiempo, ese personaje es tan mío. Me siento muy posesiva con Fiona. Es interesante ver que algo que no es tangible encarna tan plenamente tu esencia. Es como si le hubiera prestado a esta película algo que no podría haberle prestado a ninguna otra, de una forma extraña». Díaz solía defender el aspecto de Fiona de la prensa que le preguntaba cómo se sentía interpretando a un personaje «feo», al explicar: «Me choca que esa sea la percepción, sólo porque es grande y redonda... Su cuerpo es todo lo que es por dentro. Su cuerpo es todo lo que ella es por dentro. Me encanta que sea la princesa que no es como las demás. No se parece a ellas y es igual de querida y aceptada». En Shrek Tercero (2007), Díaz actuó junto a su exnovio, el cantante Justin Timberlake, con quien había roto el año anterior. Timberlake interpreta al primo de su personaje, Arturo Pendragon, heredero del trono de su difunto padre. Shrek 2 contiene una breve referencia a Timberlake: en la habitación de la infancia de Fiona aparece la imagen de un joven caballero llamado «Sir Justin», lo que se cree que es una referencia a su relación. Díaz desconocía el cameo de Timberlake hasta que vio la película, creyendo que se había concretado antes de que fueran pareja. Aunque a Timberlake se le eligió inicialmente para el papel de Arturo cuando aún salía con Diaz, el productor Aron Warner mantiene que la participación de Timberlake no estuvo influenciada por su relación, e insistió en que se ganó el papel por sus propios méritos y su sentido de la comedia. El estreno de la película en mayo de 2007 en Los Ángeles fue el primer acto mediático en el que se fotografió a la expareja desde el fin de su relación. El director Mike Mitchell negó las especulaciones de los medios de comunicación de que la omisión de Timberlake y su personaje en Shrek Forever After (2010) estuviera relacionada con la ruptura de Díaz y Timberlake, y explicó que Arturo fue eliminado únicamente para dar más tiempo en pantalla a personajes más relevantes.
Un cineasta describió a Díaz como «la roca» de la franquicia porque «aporta un gran espíritu a estas películas». Tras el estreno de Shrek Forever After, la última entrega de la serie, Díaz reflexionó sobre el hecho de que las películas de Shrek habían sido su «red de seguridad» durante varios años, al decribir el periodo como «una década de saber que acabas una y durante los dos años siguientes estaremos haciendo otra». Mantiene la esperanza en futuras secuelas, y bromea: «Estoy lista para 'Shrek 18', si para entonces no han matado a Fiona». A Díaz le entristeció despedirse de su personaje, al admitir que dio por sentadas las películas y a Fiona hasta el final porque siempre supuso que la invitarían a volver dentro de unos meses para otra entrega. Considerando el papel «un privilegio y un honor», Díaz sostiene que Fiona es el papel por el que más la reconocen los niños, pero prefiere cuando los padres les permiten fingir que su personaje existe de verdad sin revelar su actriz de doblaje, a menudo intentando evitar que los padres expongan la verdad. Diaz explica que Fiona se ha convertido en «parte de mi personaje. Más que ponerme en su lugar, creo que ella viene a través de mí de una manera extraña. Cuando la gente piensa en mí, piensa en Fiona, no al revés». Díaz cree que su popularidad ha aumentado mucho desde que pone voz al personaje. A pesar de estar actualmente en desarrollo, Díaz aún no ha confirmado si retomará o no su papel en una quinta película, aunque ya había dicho anteriormente que volvería para una quinta entrega si se lo pidieran.